# Rivière de la Savane (rivière Grand Calder)
Pour les articles homonymes, voir Savane (homonymie).
La Rivière de la Savane est un affluent de la rivière Grand Calder, traversant les municipalités de Saint-Marcel (Québec) et de Sainte-Félicité (L'Islet), dans L'Islet (municipalité régionale de comté), dans la région administrative de Chaudière-Appalaches, au Sud du Québec, au Canada.
La rivière de la Savane se caractérise par la traversée sur 2,9 km d’une zone de marais au Nord du Lac Caribou. La partie supérieure du sous-bassin versant de la « Rivière de la Savane » est accessible par le chemin du 7e rang Est pour la partie supérieure et le chemin Taché Est (route Principale) pour le reste du cours de la rivière.

## Hydrographie
La Rivière de la Savane prend sa source d’un ruisseau en zone forestière, dans le canton d’Arago dans la municipalité de Saint-Marcel (Québec), dans les Monts Notre-Dame. La « rivière de la Savane » est située du côté Est de la ligne de partage des eaux avec le bassin versant de la rivière Ratsoul. Cette source est située à :
- 2,6 km à l’Est du centre du village de Saint-Marcel (Québec) ;
- 9,4 km au Sud-Ouest du centre du village de Sainte-Félicité (L'Islet) ;
- 14,6 km au Nord-Ouest de la frontière canado-américaine ;
- 36,9 km au Sud-Est du littoral Sud-Est du fleuve Saint-Laurent.

À partir de sa source, la « Rivière de la Savane » coule sur 11,8 km au Québec, selon les segments suivants :
- 0,3 km vers le Sud-Est dans Saint-Marcel (Québec), jusqu'au chemin du 7e rang Est ;
- 3,2 km vers le Nord-Est, jusqu'au ruisseau à Gustave (venant du Nord-Ouest) ;
- 2,1 km vers le Nord-Est, en entrant dans une zone de marais, jusqu'à la décharge du Lac du Caribou ;
- 0,4 km vers le Nord-Est en passant dans une étroite zone de marais au Nord du Lac Caribou, jusqu'au ruisseau Calder ;
- 1,6 km vers le Nord-Est, en traversant une zone de marais jusqu'à la limite de Sainte-Félicité (L'Islet) ;
- 4,2 km vers le Nord-Est, jusqu’à la confluence de la rivière[2].

La Rivière de la Savane se déverse sur la rive Sud-Ouest de la rivière Grand Calder dans le canton de Garneau de Sainte-Félicité (L'Islet). Cette confluence est située à :
- 1,4 km au Sud-Ouest du centre du village de Sainte-Félicité (L'Islet) ;
- 12,9 km au Nord-Ouest de la frontière canado-américaine (Québec-Maine).

À partir de la confluence de la « Rivière de la Savane », la rivière Grand Calder coule vers le Sud-Est jusqu’à la rive Nord de la Grande rivière Noire (fleuve Saint-Jean) laquelle coule vers le Sud-Est et vers l’Est jusqu’à la rive Ouest du fleuve Saint-Jean. Ce dernier coule vers l'Est et le Nord-Est en traversant le Maine, puis vers l'Est et le Sud-Est en traversant le Nouveau-Brunswick. Finalement le courant se déverse sur la rive Nord de la Baie de Fundy laquelle s’ouvre vers le Sud-Ouest sur l’Océan Atlantique.

## Toponymie
Le toponyme "Rivière de la Savane" a été officialisé le 5 décembre 1968 à la Commission de toponymie du Québec.